# Courgent
Courgent este o comună în Franța, situată în departamentul Yvelines din regiunea Île-de-France.

## Geografie

### Locație
Comuna Courgent este situată în valea Vaucouleurs, în vestul departamentului Yvelines, la aproximativ 13 km sud-vest de Mantes-la-Jolie, sub-prefectură, și la aproximativ 42 km nord-vest de Versailles, prefectura departamentului.

### Comune limitrofe
Comunele limitrofe sunt Montchauvet la vest, Mulcent la sud, Septeuil la est și Boinvilliers la nord.

### Hidrografie
Comuna este irigată de Vaucouleurs, un râu mic de 22 km lungime care curge în partea de nord a teritoriului comunal în direcția vest-est, înainte de a se îndrepta spre nord pentru a se vărsa în Sena la Mantes-la-Ville.

### Teritoriu
Teritoriul comunei Courgent ocupă fundul văii Vaucouleurs între Septeuil și Montchauvet și se extinde pe platoul Mantois spre sud și, în special, spre nord.
Cea mai mare parte (80%) a teritoriului a rămas rurală, dedicată culturii de cereale pe platou, zonele împădurite (aproximativ 30% din total) fiind situate în principal pe versanții văii. Centrul locuit se află în fundul văii, iar locuințele individuale, destul de răsfirate, s-au extins mai ales spre sud, pe versant și pe marginea platoului la limita cu comuna Mulcent.

### Transport si comunicatii

#### Rețeaua de drumuri
Comuna este deservită de drumul departamental D 11 care leagă Thoiry de Bréval prin Septeuil.

#### Transport în comun
Comuna este deservită de liniile 2 și 60 ale rețelei de autobuze Centre et Sud Yvelines.

### Clima
În 2010, clima din comuna Courgent era de tip oceanic al câmpiilor din Centru și de Nord, conform unui studiu a CNRS care se baza pe o serie de date care acoperă perioada 1971-2000. În 2020, Météo-France a publicat o tipologie a climei din Franța metropolitană în care comuna este expusă la un climat oceanic și se încadrează în regiunea climatică sud-vestică a bazinului parizian, caracterizată prin precipitații scăzute, în special în primăvară (120 până la 150 mm) și un iarnă rece (3,5 °C).
Pentru perioada 1971-2000, temperatura medie anuală este de 10,5 °C, cu o amplitudine termică anuală de 14,2 °C. Cantitatea medie anuală de precipitații este de 662 mm, cu 10,3 zile de precipitații în ianuarie și 7,8 zile în iulie. Pentru perioada 1991-2020, temperatura medie anuală observată la stația meteorologică situată în comuna Magnanville la 9 km distanță în linie dreaptă, este de 11,6 °C, iar cantitatea medie anuală de precipitații este de 641,5 mm. Pentru viitor, parametrii climatici estimati pentru comună pentru anul 2050, conform diferitelor scenarii de emisii de gaze cu efect de seră, pot fi consultati pe un site dedicat publicat de Météo-France în noiembrie 2022.

## Urbanism

### Tipologie
Courgent este o comună urbană, deoarece face parte din comunele cu densitate mică sau foarte mică, conform grilei comunale de densitate a Insee. Ea aparține unității urbane Septeuil, o aglomerație inter-departamentală care regrupează 2 comune și 2.722 de locuitori în 2017, fiind astfel o comună din suburbii.
De asemenea, comuna face parte din zona metropolitană a Parisului, fiind o comună din coroana metropolitană. Această zonă cuprinde 1.929 de comune.

### Utilizare simplificată a terenului
În 2017, teritoriul comunei se compunea din 75,65% spații agricole, forestiere și naturale, 10,91% spații deschise artificiale și 13,44% spații construite.

## Toponimie
Numele localității este atestat sub forma Curgent în secolul al XIII-lea.
Albert Dauzat a asociat numele Courgent cu Coulgens (Charente, de Colgante 1281), pe care îl consideră obscur, deși citează explicația lui Jean Talbert. Acesta vede în Coul- elementul galo-roman CŌRTE „curte de fermă, exploatare agricolă” (> court, cour; [r] evoluând adesea în [l] înaintea unei consoane în franceză sau invers), urmat de numele de persoană germanic Ganto (cf. Jean Talbert, Origine des noms de lieux, 1928). Într-adevăr, apelativul toponimic court (în vechime curt, cort) din toponimele în -court, Cour(t)- este aproape întotdeauna asociat cu un antroponim germanic.

## Istorie
Biserica, situată în fundul văii Vaucouleurs, a fost construită în secolul al XIII-lea. A fost celebrată la începutul secolului XX (1902) de Paul Delmet în cântecul său "La petite église", ultima sa operă cunoscută.
Ridicat în jurul anului 1920, monumentul închinat victimelor Primului Război Mondial (1914-18), situat în apropierea bisericii, menționează numele victimelor militare, inclusiv pe cei trei tineri frați „Brierre”, precum și pe doamna François Flameng, soția artistului care locuia la castelul din Courgent. Servind ca infirmieră pentru Crucea Roșie Franceză în timpul războiului, ea a murit în 1919 din cauza unei boli contractate în timpul serviciului la spitalul 19 din Mantes-la-Jolie (actuala școală Hélène-Boucher), la vârsta de 54 de ani.
În cimitirul comunei se odihnesc corpurile a șapte aviatori britanici din Royal Australian Air Force, al căror avion s-a prăbușit pe teritoriul comunei la 8 iulie 1944. Un memorial a fost dedicat acestor soldați cu vârste cuprinse între 19 și 23 de ani.

## Administrație

### Organe administrative și judiciare
Comuna Courgent este parte din cantonul Bonnières-sur-Seine și este afiliată la comunitatea comunelor din Pays Houdanais (CCPH).
În ceea ce privește aspectul electoral, comuna este asociată cu a noua circumscripție electorală din Yvelines, o circumscripție cu dominanță rurală în nord-vestul departamentului Yvelines.
Pe plan judiciar, Courgent face parte din jurisdicția instanței din Mantes-la-Jolie și, ca toate comunele din Yvelines, se supune tribunalului judiciar și tribunalului comercial din Versailles.

## Populația și societatea

### Date demografice

#### Evoluția demografică
Evoluția numărului de locuitori este cunoscută prin recensămintele populației efectuate în comuna respectivă începând din 1793. Pentru comunele cu mai puțin de 10 000 de locuitori, un recensământ al întregii populații este realizat la fiecare cinci ani, populațiile legale pentru anii intermediari fiind estimate prin interpolare sau extrapolare. Pentru comuna respectivă, primul recensământ exhaustiv în cadrul noului dispozitiv a fost realizat în 2005.
În 2021, comuna număra 382 locuitori, în scădere cu 1,55% față de 2015 (Yvelines: +2,04%, Franța fără Mayotte: +1,84%).
| An        | 1793 | 1821 | 1841 | 1856 | 1872 | 1886 | 1901 | 1921 | 1936 | 1962 | 1982 | 2006 | 2012 | 2021 |
| --------- | ---- | ---- | ---- | ---- | ---- | ---- | ---- | ---- | ---- | ---- | ---- | ---- | ---- | ---- |
| Populație | 234  | 197  | 197  | 186  | 148  | 153  | 133  | 112  | 85   | 124  | 246  | 393  | 396  | 382  |

#### Piramida vârstei
În 2018, rata persoanelor cu vârsta sub 30 de ani este de 24,2%, sub media departamentală de 38%. În schimb, rata persoanelor cu vârsta peste 60 de ani este de 36,6% în același an, în timp ce la nivel departamental este de 21,7%.
În 2018, comuna avea 188 de bărbați și 181 de femei, adică un procent de 50,95% bărbați, mult peste procentul departamental de 48,68%.

## Cultura și patrimoniul local

### Locuri si monumente

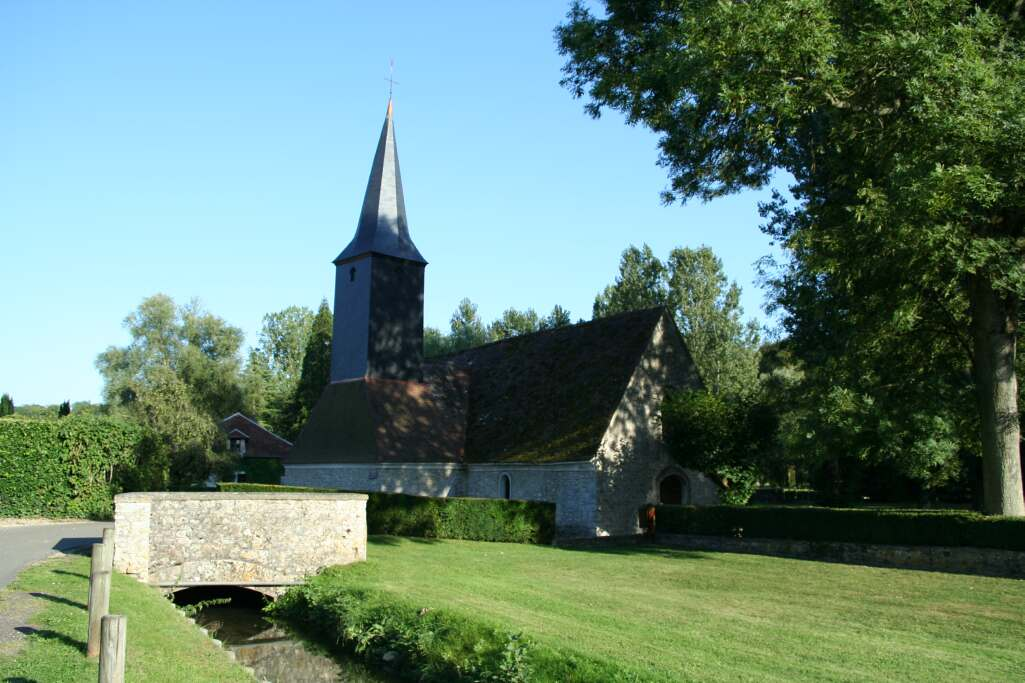
Biserica Sainte-Clotilde din Courgent.

- Biserica Sainte-Clotilde: biserică din piatră din secolul al XIII-lea, flancată de un turn pătrat cu o săgeată ascuțită acoperită cu ardezie. Parohia a fost cu hramul Sfântului Cloud, sub vechiul regim și a fost schimbat după Revoluție[35].
- Castelul din Courgent, numit și de La Tournelle (secolul al XVIII-lea), a fost în posesia conților de Eu. Ca dependință a Septeuil, a devenit ulterior proprietatea artistului pictor Léopold Flameng, iar apoi a fiului său, pictorul François Flameng.

### Personalități
- Léopold Flameng (1831-1911), gravor și pictor de origine belgiană, a locuit la castelul din Courgent, unde a și murit[36].
- François Flameng (1856-1923), fiul lui Léopold Flameng și de asemenea pictor, a fost primarul comunei între 1912 și 1917[36][37].
- Paul Delmet (1862-1904), cântăreț[36].
- Les Charlots, un grup muzical francez format în 1966, au locuit și ei în acest mic sat[36].

### Heraldică
|  | Courgent - Verde, patru fascii de argint, îngrelate în partea superioară și canelate în partea inferioară; mantaua de azur, încărcată în partea de sus cu o floare de crin de aur și pe flancuri cu două roți de apă de argint, puse în perspectivă și înfruntate; doi pești curbați de argint ieșind din a treia fascie, străbătând liniile mantalei, primul la dreapta, pus în bandă și ieșind din linia superioară a fasciei, al doilea la stânga, pus în bară și ieșind din linia inferioară a fasciei. |